# ميكايل بورخيس
ميكايل بورخيس (بالإنجليزية: Micael Borges)‏ هو ممثل ولد في 12 ديسمبر 1988 في ريو دي جانيرو، البرازيل. وهو معروف لفيلم مدينة الله عام 2002.

## أعماله
اكتسب شهرة كما بيتر في Rebelde Brasil, واحد من أبطال المؤامرة ، وهو شاب الذي يسجل في مدرسة داخلية النخبة للحصول على الانتقام من الرجل الذي قتل والده.

## وصلات خارجية
- ميكايل بورخيس في قاعدة بيانات الأفلام على الإنترنت